# إي. جاي ستيوارت
إي. جاي ستيوارت (بالإنجليزية: Edward James Stewart)‏ هو لاعب كرة قاعدة أمريكي، ولد في 26 يناير 1877 في كليفلاند في الولايات المتحدة، وتوفي في 18 نوفمبر 1929 في كيرفيل في الولايات المتحدة.

## وصلات خارجية
- إي. جاي ستيوارت على موقع كلية كرة السلة في سبورتس رفرنس.كوم (الإنجليزية)